# Alchisme testacea
Alchisme testacea är en insektsart som beskrevs av Leon Fairmaire. Alchisme testacea ingår i släktet Alchisme och familjen hornstritar. Inga underarter finns listade i Catalogue of Life.